# Estnische Fußballmeisterschaft 1934
Die Estnische Fußballmeisterschaft wurde 1934 zum insgesamt 14. Mal als höchste estnische Fußball-Spielklasse der Herren ausgespielt. Der als Titelverteidiger in die Saison gegangene SK Tallinna Sport wurde Vizemeister hinter JS Estonia Tallinn, das sich erstmals in der Vereinsgeschichte den Titel in Estland sichern konnte.

## Modus
6 Vereine traten in insgesamt 30 Spielen gegeneinander an. Jedes Team spielte jeweils einmal zu Hause und auswärts gegen jedes andere Team. Der Tabellenletzte stieg ab. Da die Liga für die folgende Saison auf acht Mannschaften aufgestockt wurde, gab es in dieser Saison keinen Absteiger. Es galt die 2-Punkte-Regel.

## Abschlusstabelle
| Pl. | Verein                | Sp. | S | U | N | Tore    | Quote | Punkte |
| --- | --------------------- | --- | - | - | - | ------- | ----- | ------ |
| 1.  | JS Estonia Tallinn    | 10  | 7 | 3 | 0 | 022:300 | 7,33  | 17:30  |
| 2.  | SK Tallinna Sport (M) | 10  | 7 | 1 | 2 | 023:500 | 4,60  | 15:50  |
| 3.  | VVS Puhkekodu Tallinn | 10  | 4 | 3 | 3 | 019:110 | 1,73  | 11:90  |
| 4.  | Tallinna JK           | 10  | 4 | 3 | 3 | 019:130 | 1,46  | 11:90  |
| 5.  | JK Tallinna Kalev     | 10  | 1 | 1 | 8 | 009:350 | 0,26  | 03:17  |
| 6.  | Olümpia Tartu (N)     | 10  | 1 | 1 | 8 | 007:320 | 0,22  | 03:17  |

Platzierungskriterien: 1. Punkte – 2. Torquotient
| (M) | Amtierender Meister |
| (N) | Neuaufsteiger       |

## Kreuztabelle
| 1934                  | EST | TSP | TPU | TJK | TKA | OLÜ |
| --------------------- | --- | --- | --- | --- | --- | --- |
| JS Estonia Tallinn    |     | 2:0 | 1:1 | 2:0 | 4:0 | 1:1 |
| SK Tallinna Sport     | 0:1 |     | 1:0 | 1:0 | 7:0 | 7:1 |
| VVS Puhkekodu Tallinn | 1:1 | 0:1 |     | 1:2 | 2:0 | 2:1 |
| Tallinna JK           | 0:1 | 1:1 | 3:3 |     | 4:1 | 2:0 |
| JK Tallinna Kalev     | 0:6 | 0:2 | 0:4 | 3:3 |     | 0:1 |
| Olümpia Tartu         | 0:3 | 0:3 | 1:5 | 0:4 | 2:5 |     |

## Torschützenliste
| Pl. | Name                | Mannschaft            | Tore |
| --- | ------------------- | --------------------- | ---- |
| 1.  | Karl-Richard Idlane | SK Tallinna Sport     | 8    |
| 2.  | Richard Kuremaa     | Tallinna JK           | 6    |
| 2.  | Roman Mõtlik        | VVS Puhkekodu Tallinn | 6    |

## Die Meistermannschaft von JS Estonia Tallinn
(Berücksichtigt wurden alle Spieler der Mannschaft)
| 1. | JS Estonia Tallinn |
|    | - Spieler: Eduard Ellman-Eelma, Arnold Estam, Martin Jensen, Nikolai Linberg, Artur Maurer, Hermann Meiertal, Evald Mikson, Valter Mäng, Aleksander Märt, Valter Neeris, Alfred Paimets, Egon Parbo, Edmund Peterson, Voldemar Peterson, Arnold Pihlak, Helmuth Räästas, Elmar Saar, Heinrich Uukkivi - Spielertrainer: Elmar Kaljot |